# Pang De
Pang De (chinesisch 龐德 / 庞德, Pinyin Páng Dé; † 219) war ein General des chinesischen Warlords Cao Cao in der späten Han-Zeit und zur Zeit der Drei Reiche.

## Unter Ma Teng und Ma Chao
Pang De diente ursprünglich Ma Teng, einem kleineren Kriegsfürsten im nordwestlichen China. Er nahm an zahlreichen Feldzügen bis zu Ma Tengs Tod (211) teil. Er folgte dann Ma Tengs Sohn Ma Chao in die Schlacht am Tong-Tor und unterwarf sich nach der Niederlage zusammen mit seinem Herrn dem Gouverneur Zhang Lu (张鲁).
Nachdem Cao Cao Hanzhong eingenommen hatte, begab sich Ma Chao zu Liu Bei. Pang De aber meinte, dass ein Dienst unter Cao Cao aussichtsreicher sei, und ging deshalb zu ihm. Cao Cao, der Pang Des Kampfkunst am Tong-Tor kennengelernt hatte, machte ihn zum Liyi-General (立义将军).

## Unter Cao Cao
Hauptartikel: Schlacht von Fancheng

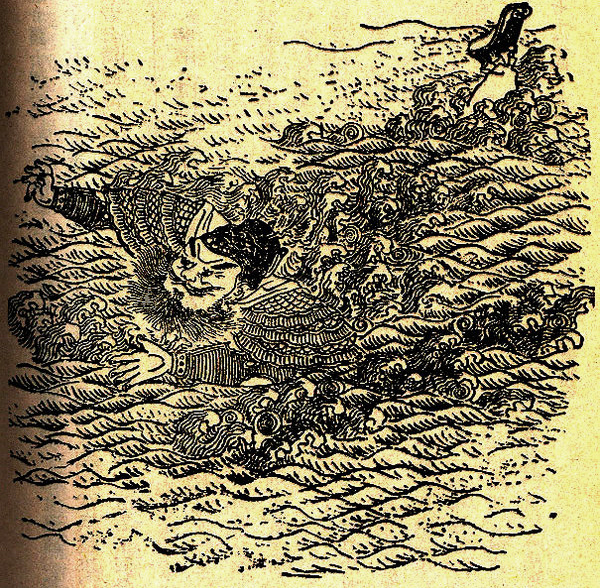
Pang De in der Schlacht von Fancheng. Illustration in einer Ausgabe der Geschichte der drei Reiche aus der Qin-Dynastie.

Im Jahr 219 wurde Pang De mit den Generälen Cao Ren und Yu Jin zur Garnison in Fancheng (heutiges Xiangyang, Hubei) geschickt, um die Invasion des Shu-Generals Guan Yu aufzuhalten. Viele Offiziere bezweifelten Pang Des Loyalität, denn unter den Shu-Offizieren war auch sein Bruder Pang Rou (庞柔). Aber Pang De bewies seine Treue, indem er persönlich mit Guan Yu kämpfte. Er konnte Guan Yu einen Pfeil in den Helm schießen und ihn zum einstweiligen Rückzug zwingen.
Zwei Wochen später überflutete der Han Jiang das Schloss. Pang De zog sich mit seiner Truppe auf einen Damm außerhalb des Schlosses zurück, aber Guan Yus Armee kam mit Schiffen und überschüttete sie mit Pfeilen. Pang De konnte sich mühsam behaupten, und als zwei seiner Offiziere – Dong Heng (董衡) und Dong Chao (董超) – vorschlugen, sich zu ergeben, ließ er sie beide hinrichten. Der Kampf währte vom Morgen bis zum Nachmittag, und Pang Des Truppe gingen die Pfeile aus, während Guan Yus Angriff immer heftiger wurde. Das Wasser war gestiegen, und Pang Des Armee war fast vollständig geflohen. Mit nur drei Männern versuchte Pang De, in einem kleinen Boot zum Schloss zurückzurudern, wurde aber gefangen genommen und vor Guan Yu gebracht. Er weigerte sich, vor ihm niederzuknien. Guan Yu versuchte, Pang De auf seine Seite zu ziehen, aber dieser blieb stur und wurde hingerichtet.
Als Cao Cao davon hörte, war er sehr betrübt. Er verlieh Pang De postum den Titel Marquis Zhuang (壮侯 = standhafter Marquis).
Pang De hinterließ vier Söhne. Sein Sohn Pang Hui wurde später ebenfalls ein General.
| Personendaten    | Personendaten                               |
| ---------------- | ------------------------------------------- |
| NAME             | Pang, De                                    |
| ALTERNATIVNAMEN  | 庞德 (chinesisch); Páng Dé (Pinyin)         |
| KURZBESCHREIBUNG | chinesischer General in der späten Han-Zeit |
| GEBURTSDATUM     | 2. Jahrhundert                              |
| STERBEDATUM      | 219                                         |